# Bandeira Pessoal da Rainha Isabel II do Reino Unido na Nova Zelândia
A Bandeira Pessoal da Rainha Isabel II do Reino Unido na Nova Zelândia simboliza o fato de que a rainha Elizabeth II é a rainha da Nova Zelândia. Aprovada em 1962, é usada apenas por Sua Majestade, quando na Nova Zelândia.

## Descrição
Seu desenho consiste em um retângulo com os elementos presentes no Brasão de armas da Nova Zelândia sob a forma retangular. Sobrepostos no centro há um medalhão azul escuro que carrega uma letra "E", encimado por uma coroa real dentro de uma grinalda de rosas todo em ouro.